# Mohelnický dostavník

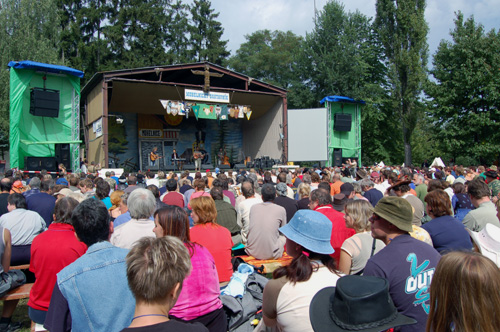
32. ročník Mohelnického dostavníku v roce 2006

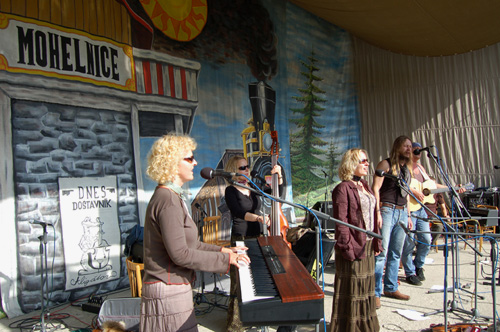
Vystoupení skupiny Zrcadla CZ na Mohelnickém dostavníku

Mohelnický dostavník byl folkový a country festival pořádaný každoročně poslední prázdninový víkend v Mohelnici v okrese Šumperk. První ročník se konal již v roce 1975 a poslední v roce 2019. U jeho zrodu stála mohelnická country skupina Smolaři.

## Program
V posledních letech začínal již ve čtvrtek recitálem dvou skupin na hradě Bouzově. Oficiálně byl pak vždy zahajován v pátek v 16.00 v městských sadech skladbou Vlajka vzhůru letí v podání mohelnické country skupiny Smolaři. Následovala soutěž hudebních skupin a večerní vystoupení hostů. Sobotní program býval věnován vystoupením hostů, vyhlašování vítězů soutěže a předávání cen. Ve 14.00 titulní skladba filmu Sedm statečných zahajovala Galapřehlídku, na které vystupovaly významné osobnosti a skupiny české folk a country scény. V neděli v půl osmé ráno se ve stanovém městečku konala ranní mše a dopoledne bývala na programu další vystoupení hostů. Festiva býval ukončen v pravé poledne odbíjením zvonů, písní No to se ví a salvou z pušek historického oddílu 9th New York Militia.